# Nestlé Bear Brand
Nestlé Bear Brand је напитак справљен од млека у праху створен 1976. године од стране компаније Nestlé. Продаје се углавном на подручју Југоисточне Азије.